# Scomberomorus koreanus
Scomberomorus koreanus es una especie de peces de la familia Scombridae en el orden de los Perciformes.

## Morfología
Los machos pueden llegar alcanzar los 150 cm de longitud total y los 15 kg de peso.

## Distribución geográfica
Se encuentra desde la costa occidental de la India y Sri Lanka hasta Sumatra (Indonesia), Singapur, China, Corea y el Mar del Japón.